# Leticia Herrera Ale
Juana Leticia Herrera Ale (Gómez Palacio, Durango; 8 de junio de 1960) es una política mexicana, miembro del Partido Revolucionario Institucional. Ha ocupado los cargos de diputada, senadora y, en tres ocasiones, el de presidenta municipal de Gómez Palacio. Actualmente es gobernador del municipio de Gómez Palacio en Durango.

## Biografía
Leticia Herrera tiene estudios comerciales. Se dedicó de forma particular a la administración de una empresa del ramo de combustibles.
Inició su actividad política en 2000 en la campaña del candidato del PRI a la presidencia en ese año, Francisco Labastida Ochoa. En 2001 fue postulada candidata y electa por primera ocasión Presidenta Municipal de Municipio de Gómez Palacio, Durango, ejerciendo el cargo en el periodo que culminó en 2004.
En 2006 fue elegida diputada federal en representación del Distrito 2 de Durango a la LX Legislatura que terminó en 2009 y durante la cual se desempeñó como secretaria de la comisión especial de Ganadería y como integrante de las comisiones de Atención a Grupos Vulnerables; de Turismo; y de Equidad y Género. De 2010 a 2012 fue diputada al Congreso de Durango.
En 2012 fue elegida senadora por el estado de Durango en segunda fórmula, siendo electo en la fórmula 1 Ismael Hernández Deras; ejerció el cargo en las LXII y LXIII Legislatura, solicitando licencia al cargo en 2016.
Ese último año fue elegida por segunda ocasión presidenta municipal de Gómez Palacio, tomando posesión el 1 de septiembre de 2016 y permaneció al frente del ayuntamiento hasta el 26 de enero de 2018 en que obtuvo licencia para separarse del cargo.
En el año 2022, volvió a postularse y ganar elecciones para Presidente Municipal.